# Patrick Blackett

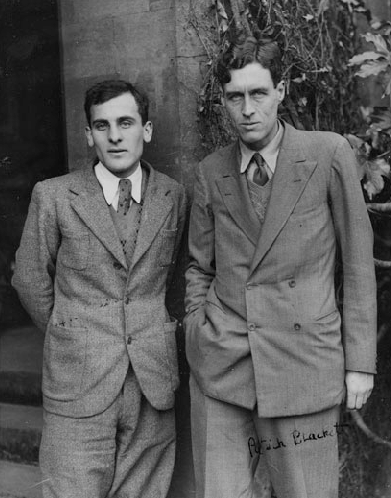
Giuseppe ("Beppo") P.S. Occhialini (1907–1993) en Patrick M.S. Blackett (1897-1974) in 1932 of 1933.

Patrick Maynard Stuart Blackett (Kensington (Londen), 18 november 1897 – aldaar, 13 juli 1974) was een Engels experimenteel natuurkundige bekend om zijn werk aan nevelvaten, kosmische straling en paleomagnetisme.

## Biografie
Blackett werd geboren in de West-Londense wijk Kensington als zoon van Arthur Stuart Blackett en Caroline Francis Maynard. Tijdens de Eerste Wereldoorlog diende hij als onderluitenant in de Britse marine. In 1921 studeerde hij af aan de Universiteit van Cambridge en daarna werkte hij tien jaar lang als experimenteel natuurkundige aan het Cavendish-laboratorium, onder Ernest Rutherford. In 1924 huwde hij Costanza Bayon, met wie hij een dochter Giovanna en een zoon Nicolas kreeg.
In 1932, samenwerkend met de uit Italië afkomstige natuurkundige Giuseppe Occhialini, deed Blackett onderzoek in Manchester naar kosmische straling, hoogenergetische deeltjes afkomstig uit de ruimte, en dan met name de aard van deze deeltjes. Voor dit onderzoek werd gebruikgemaakt van een nevelvat dat de Schot Charles Thomson Rees Wilson had uitgevonden. Aanvankelijk werd hiermee iedere 15 minuten een foto genomen. Omdat het gedrag van kosmische deeltjes onvoorspelbaar is, leverde deze methode vooral vele waardeloze foto’s voor analyse op.
Om dit probleem te omzeilen introduceerden Blackett en Occhialini in 1932 de zogenaamde "triggered Wilson cloud chamber". Boven en onder een Wilsonvat werd een geigerteller gepositioneerd zodat wanneer er een kosmisch deeltje passeerde, het nevelvat werd geactiveerd en de banen van het deeltje werden gefotografeerd.
In 1933 ontdekte Blackett hierin veertien sporen waarmee hij niet alleen het bestaan bevestigde van het positron, ook ontdekte hij de karakteristieke tegengestelde spiraalvormige sporen van de opwekking van een elektron-positronpaar – een verschijnsel dat bekendstaat als paarvorming. Dit werk – waarvoor hij in 1948 de Nobelprijs voor Natuurkunde kreeg – en dat aan annihilatiestraling maakte hem de eerste en leidende expert op het gebied van antimaterie. Ook ontdekten Blackett en Occhialini dat antimaterie niet afkomstig was uit het heelal zelf maar pas ontstond wanneer een energetisch deeltje uit de kosmische straling botste op een atoom in de nevelkamer.
Tijdens de Tweede Wereldoorlog grondde Blackett het gebied van Operations Research, dat de overlevingskansen van konvooien verbeterde.
In 1947 introduceerde Blackett een theorie om het magnetische veld van de Aarde te verklaren als functie van haar rotatie, in de hoop dat dit de elektromagnetische kracht en de zwaartekracht zou samenbrengen. Hij ontwikkelde een paar jaar magnetometers om zijn theorie te testen, en falsifieerde hem. Maar zijn werk aan dit onderwerp leidde hem naar de geofysica, waar hij met data aangaande paleomagnetisme werkte en bewijs leverde voor continentendrift. In 1956 ontving hij de Copley Medal van de Royal Society.

## Referentie
- Mary Jo Nye, Blackett: Physics, War, and Politics in the Twentieth Century (Cambridge, MA: Harvard University Press, 2004).